# Kaisermanöver (Schweiz)

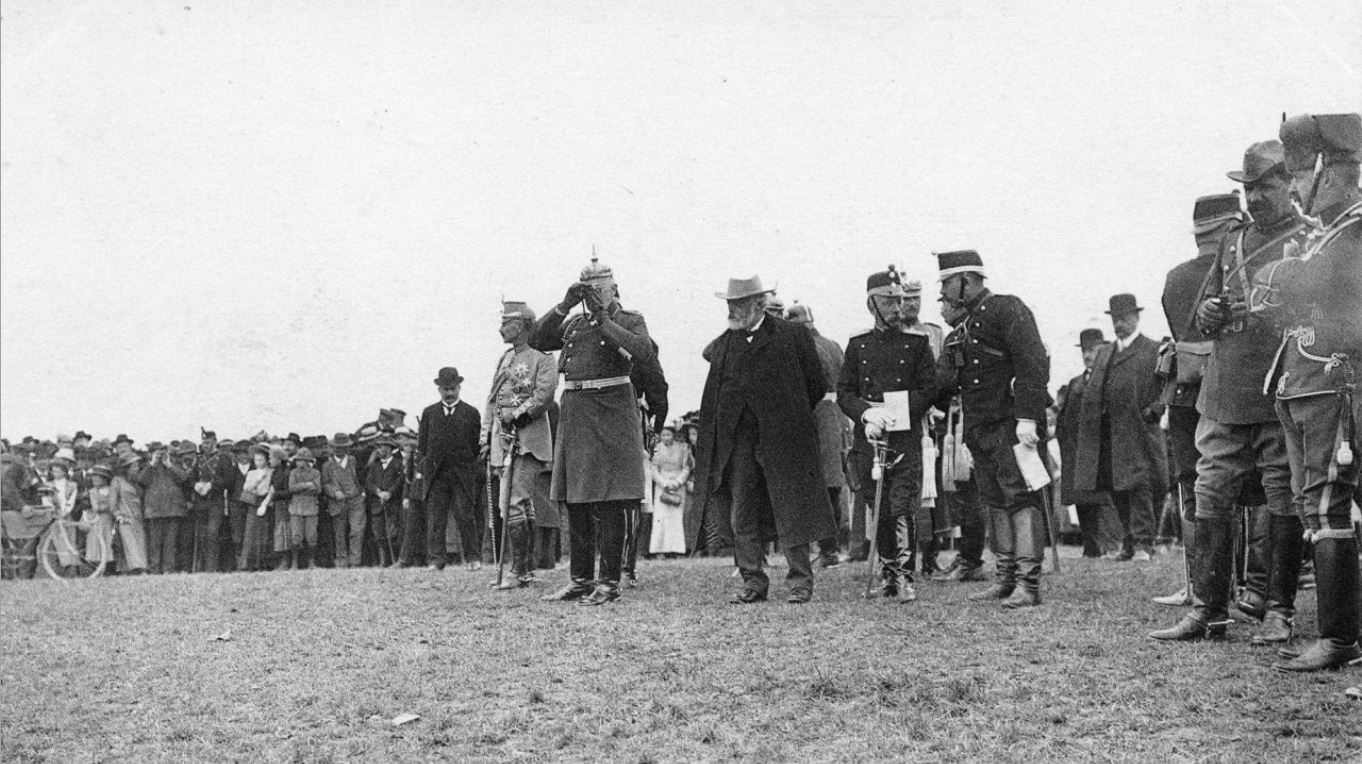
Kaiser mit Bundespräsident Forrer, «Kaiserhügel» Kirchberg SG am 4. September 1912

Als Kaisermanöver werden die Herbstmanöver des 3. Armeekorps der Schweizer Armee bezeichnet, die vom 4. bis 5. September 1912 anlässlich des Staatsbesuchs des deutschen Kaisers Wilhelm II. im unteren Toggenburg in der Schweiz stattfanden. Eine grosse militärpolitische Bedeutung erhielt der Kaiserbesuch im Nachhinein durch den Ersten Weltkrieg.

## Geschichte
Das Manöver zwischen der 5. Division unter Oberstdivisionär Hermann Steinbuch und der 6. Division unter Oberstdivisionär Paul Schiessle fand im Raum Kirchberg und Wil statt. Unter der Leitung des Kommandanten des 3. Armeekorps Ulrich Wille waren 1'309 Offiziere, 22'645 Unteroffiziere und Soldaten und 5'755 Pferde beteiligt. Über 100'000 Zuschauer verfolgten das Geschehen.
Der Kaiser trug die Uniform des preussischen Garde-Schützen-Bataillons, das sich ursprünglich aus Neuenburgern rekrutierte, als Aufmerksamkeit an das den Ehrendienst haltende Schützenbataillon 6. Bei den Schweizern weckte das ungute Erinnerungen an den Neuenburgerhandel.

### Rolle der Schweiz in der deutschen Westplanung
Der strategisch-operative Schlieffen-Plan des Großen Generalstabs im Deutschen Kaiserreich in der Denkschrift von 1905 wollte bei einem wahrscheinlichen Zweifrontenkrieg zunächst Frankreich in einem kurzen Feldzug schlagen, um nachher gegen Russland vorgehen zu können. Unter Verletzung der niederländischen, belgischen und luxemburgischen Neutralität sollte der rechte Heeresflügel mit 7/8 der Truppen die französischen Festungen umgehen und die französische Armee durch Umfassung ihrer linken Flanke schlagen. Lediglich geringe Kräfte sollten südlich auf dem linken Flügel aufgestellt werden.
Die geplante deutsche Westoffensive hatte ihr Schwergewicht im Norden. Eine Umfassung des französischen Festungsgebiets im Süden mit einem Durchmarsch durch die Schweiz wurde nicht geplant. In der Denkschrift von 1905 wurde erstmals auf die Schweiz hingewiesen. Schlieffen war überzeugt, dass die Franzosen  die schweizerische Neutralität nicht für eine Umfassung verletzen würden, weil  sie dazu ihre Festung hätten verlassen müssen. Die Idee, Frankreich südlich durch die Schweiz zu umfassen, wies Schlieffen  von sich, da nach seiner Ansicht ein siegreicher Feldzug durch die Schweiz und eine Bezwingung der befestigten Jurapässe zeitraubende Unternehmungen wären, während Luxemburg keine und Belgien eine schwache Armee hätten. Ausserdem würden die Franzosen einem Durchmarsch durch die Schweiz nicht tatenlos zusehen. Schlieffen meinte dazu: «Ich ziehe es vor, ein Volk in Ruhe zu lassen, dessen Militärorganisation auf einer soliden Grundlage beruht.»

### Hintergründe des Kaiserbesuchs
Obwohl die deutsche Heeresführung keinen Durchmarsch durch die Schweiz plante, blieb die Schweiz für Deutschland im Hinblick auf allfällige französische Pläne, das schweizerische Territorium in die eigenen Operationen einzubeziehen, interessant. Wegen der Kräftemassierung am rechten deutschen Flügel und der Vernachlässigung des linken, musste die Frage der Widerstandskraft der Schweiz beantwortet  werden: Wäre die schweizerische Armee in der Lage, eine gewisse Anzahl französischer Verbände zu binden? Zur Frage Schweiz wollte sich der Kaiser an Ort und Stelle selbst ein Bild machen. 1908 hatte der Kaiser gegenüber dem an die deutschen Kaisermanöver delegierten Oberstkorpskommandanten von Sprecher erstmals den Wunsch geäussert, schweizerische Manöver – notfalls inkognito – zu besuchen.
1912 erfolgte die offizielle Anfrage für einen Staatsbesuch des Kaisers durch den deutschen Gesandten in der Schweiz, die der Bundesrat zustimmend behandelte. Es gab neutralitätspolitisch keine Bedenken, da neben dem Kaiser und seiner Delegation auch eine grosse Anzahl hoher Offiziere anderer Staaten zum Manöverbesuch eingeladen wurden. Das Hauptaugenmerk des Kaiserbesuchs galt der Schweizer Armee. Das Besuchsprogramm war auf das Militärische ausgerichtet und konzentrierte sich auf militärische Besichtigungen. Das Gefolge des Kaisers bestand hauptsächlich aus hohen Militärs, angeführt vom Generalstabschef des deutschen Heeres und verantwortlichem Leiter künftiger Operationen, Generaloberst von Moltke.

### Innenwirkung

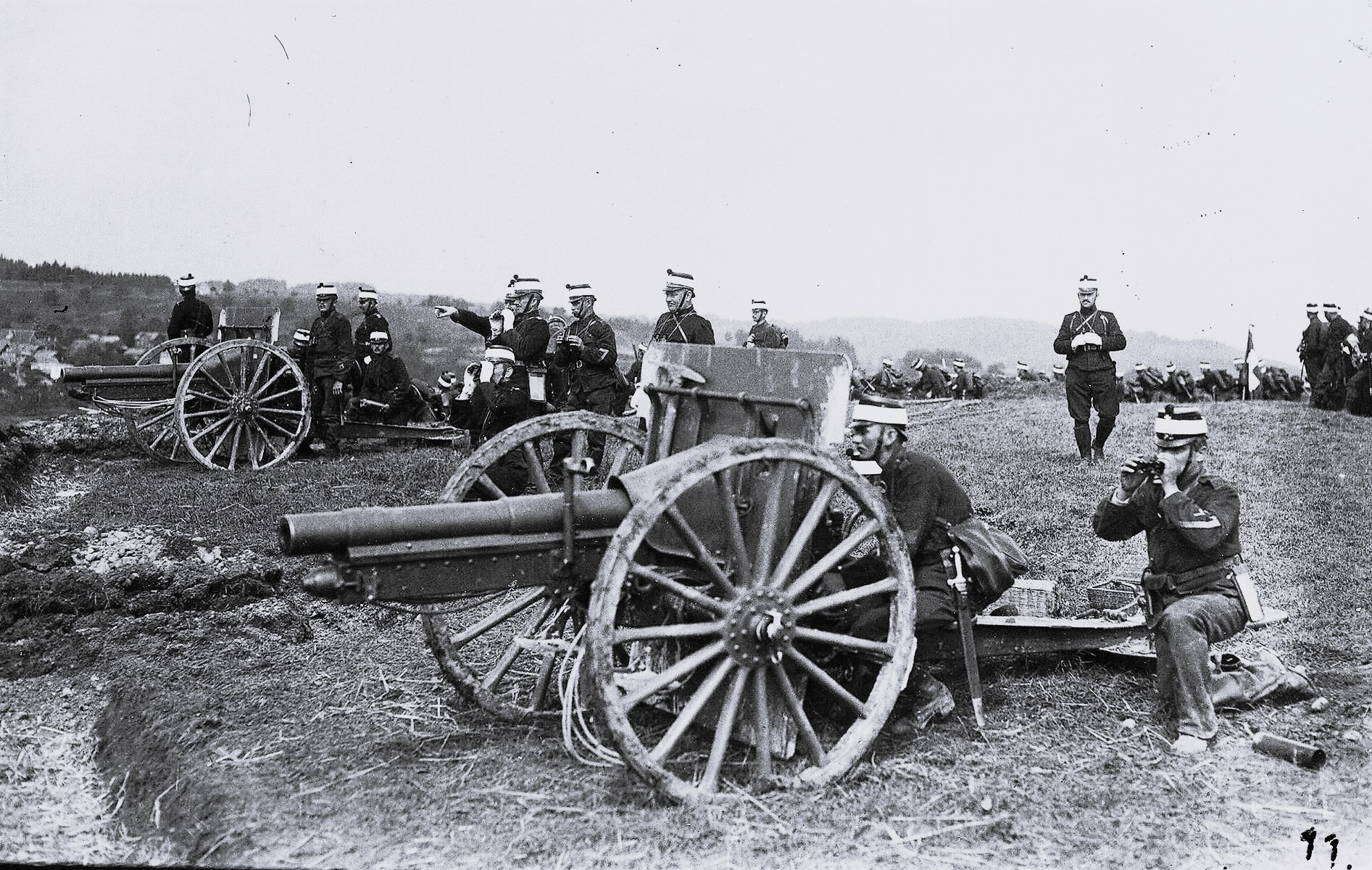
Artillerie der 5. Division im Manövergelände am 4. September 1912

Kaiserbesuch und Kaisermanöver wurden zu einem politischen, militärischen und gesellschaftlichen Höhepunkt in der Schweiz, deren Ausstrahlung während Jahren anhielt. Die inländische  Presse  beschränkte sich im Gegensatz zur ausländischen fast ausschliesslich auf die äusseren Geschehnisse des Kaiserbesuchs. Der ungewohnte spektakuläre Staatsakt mit seinem gesellschaftlich-protokollarischen Ablauf machte den Kaiserbesuch für Bevölkerung und Presse besonders attraktiv. Anlage und Durchführung des Kaisermanövers unterschieden sich nicht gross von anderen Manövern dieser Zeit, hatten jedoch einen aussergewöhnlichen Publikumsaufmarsch zur Folge.

Oberstkorpskommandant von Sprecher beurteilte den Kaiserbesuch aufgrund seiner langjährigen persönlichen Verbindungen zu deutschen Heerführern folgendermassen: 

«Der Kaiserbesuch hatte zugestandenermassen vor allem den Zweck, dem Kaiser und seinen Oberoffizieren Gelegenheit zu geben, den militärischen Wert der schweizerischen Armee durch eigene Anschauung kennenzulernen. Der deutschen Heeresleitung war daran gelegen, im Falle eines Krieges gegen Frankreich in der linken Flanke durch verlässliche Sicherung der schweizerischen Neutralität unbedingt gedeckt zu sein. […] Die Berichte der deutschen Militärattachés und der Augenschein von 1912 hatten dem deutschen Generalstab die Überzeugung verliehen, nicht nur dass es der Schweiz Ernst mit dem Schutz der Neutralität, sondern dass sie auch in der Lage war, diesen Schutz wirksam durchzuführen […].»

Meinrad Inglin verarbeitete die Ereignisse 1938 als Vorspiel in seinem politischen Roman Schweizerspiegel in dichterischer Form.

### Aussenwirkung
Bundespräsident Ludwig Forrer bekräftigte beim Empfang des Kaisers am 6. September den Willen der Schweiz, ihre Unabhängigkeit mit Waffengewalt gegen jeden, der sie verletzten möchte, zu schützen. In der Abschiedsdepesche des Kaisers vom 7. September heisst es zu den Manövern: «Besonders dankbar gedenke ich der beiden Manövertage, an denen es mir vergönnt war, die Leistungen tüchtiger und schneidiger Offiziere zu beobachten und zu bewundern […]».
Die zeitgenössischen ausländischen Presseberichte widerspiegelten die politischen Spannungen zwischen den Mächten am Vorabend des Ersten Weltkrieges. Jede Nation betonte die eigenen friedlichen Absichten gegenüber der Schweiz und verdächtigte die Gegenseite umgekehrter Tendenzen. Die deutsche Militärfachpresse war voll des Lobes über die beobachteten Leistungen der Schweizer Truppen. Der Sonderberichterstatter der französischen Zeitung Le Temps sah einen Zusammenhang zwischen dem Kaiserbesuch und deutschen Offensivstudien und stellte fest, dass der Kaiser sich selbst eingeladen hätte, weil er den Wunsch gehabt habe, mit eigenen  Augen zu sehen, ob die Schweiz die nötigen Truppenstärke hätte, um ihre Neutralität verteidigen zu können. Der Kaiser hätte gegenüber den Schweizern gesagt: Eure Armee erspart mir sechs Armeekorps.
Die Kaisermanöver überzeugten das interessierte Ausland, dass die Schweiz der aus ihrer Neutralitätsverpflichtung erwachsenen Aufgabe des Flankenschutzes militärisch gewachsen sei. Die günstige Beurteilung der schweizerischen Abwehrkraft bewirkte im Ersten Weltkrieg, dass der südliche Frontabschnitt weitgehend von Truppen entblösst wurde, womit die grossen Operationen von der Schweizer Grenze ferngehalten worden sind.

## Jubiläumsfeier
- Zum 100-jährigen Jubiläum der Kaisermanöver erschienen im Jahr 2012 in der Schweizer Presse eine Reihe von Artikeln.[11][12]
- Im Historischen und Völkerkundemuseum St. Gallen fand vom 1. September 2012 bis Frühling 2013 eine Sonderausstellung zu den Kaisermanövern statt: ...der Kaiser kommt! Das Kaisermanöver 1912 bei Kirchberg – Die Schweiz am Vorabend des Ersten Weltkrieges.[13]
- Die Gemeinde Kirchberg führte 2012 verschiedene Gedenkveranstaltungen durch. Auf dem ehemaligen Schauplatz auf dem Kaiserhügel (Hüsligs) wurde eine Panoramatafel und unter der «Kaiserlinde» ein Gedenkstein an die inzwischen aufgelöste Felddivision 7, die damals als 6. Division an den Manövern teilnahm, aufgestellt.[14][15]
- In der Stadt Wil erinnert ein Denkmal auf dem Kaiserlindenplatz des Hofbergs an das historische Ereignis.